# Швидкопідйомність
Швидкопідйомність — технічна характеристика літального апарата, що відображає швидкість набору висоти у польоті. Вимірюється у метрах за секунду (або в футах за хвилину в країнах з англійською системою вимірювання).
Максимальна швидкопідйомність є однією з ключових характеристик літального апарата.
Швидкопідйомність залежить від польотної маси літального апарата (вантаж, кількість палива), а також метеорологічних умов (тиск, температура, вологість повітря), що впливають на характеристики роботи двигуна. Біля поверхні землі, де двигуни розвивають найбільшу потужність, швидкопідйомність максимальна, з набором висоти вона зменшується та врешті-решт падає до нуля на рівні теоретичної стелі (на рівні практичної стелі, певний запас швидкопідйомності ще існує).
Швидкопідйомність літака тим більша, чим більша його швидкість. Це пояснюється тим, що при нижчій швидкості літак летить з більшим кутом атаки, відповідно потужність двигунів поглинається опором повітря. При високих швидкостях кут атаки наближається до 0° і літак має найкращі аеродинамічні якості. Водночас, при швидкості понад оптимальну для конкретного типу літака швидкопідйомність падає за рахунок зниження корисної потужності двигуна, оскільки при цьому навіть найкращий кут атаки не компенсує зростання опору повітря, який пов'язаний прямою квадратичною залежністю зі швидкістю.